# Phyllops falcatus
Phyllops falcatus är en däggdjursart som först beskrevs av Gray 1839.  Phyllops falcatus är ensam i släktet Phyllops som ingår i familjen bladnäsor. IUCN kategoriserar arten globalt som livskraftig.
Inga underarter finns listade i Catalogue of Life. Wilson & Reeder (2005) skiljer mellan två underarter.
- P. f. falcatus
- P. f. haitiensis

Den senare listades tidigare som självständig art.

## Beskrivning
Denna fladdermus når en kroppslängd av cirka 48 mm och en svans saknas. Pälsen har en mörkbrun färg, ibland med grå skugga. Från släktet Artibeus skiljer sig Phyllops falcatus i detaljer av skallens och tändernas konstruktion. Arten har en bra utvecklad hudflik (blad) på näsan och en vit fläck på varje axel. Några fingerben är böjda som en skära.
Arten förekommer på Kuba, Hispaniola och Caymanöarna. Habitatet utgörs av skogar med tät undervegetation. Exemplar som troligen var på vandring hittades på ögruppen Florida Keys som tillhör USA.
Individerna vilar bland annat i byggnader och i trädens kronor. Där bildar de små flockar med upp till fem medlemmar. Födan utgörs främst av frukter. Upphittade honor hade en unge.